# لیبومیشل
لیبومیشل (به چکی: Libomyšl) یک منطقهٔ مسکونی در جمهوری چک است که در ناحیه بروون واقع شده‌است. لیبومیشل ۹٫۶۹ کیلومتر مربع مساحت و ۵۲۵ نفر جمعیت دارد و ۲۸۵ متر بالاتر از سطح دریا واقع شده‌است.